# 高崶
高崶（1499年—？），字仲龍，號廉泉，雲南大理衛軍籍，四川成都府汶川縣人，明朝政治人物。

## 生平
嘉靖四年（1525年）乙酉科雲貴鄉試第十六名舉人，十四年（1535年）中式乙未科會試第一百十七名，三甲第四十八名進士。授行人司行人，十七年（1538年）八月選浙江道試監察御史，二十年（1541年）視鹺兩浙，二十二年（1543年）巡按福建，風裁凜然，豪強斂跡，以直忤時，謫裕州判官，升南陽府知府、湖廣布政使司右參議，後致仕歸里。

## 家族
曾祖高德；祖父高信，壽官；父高昂，知縣。母周氏。嚴侍下。兄高崧，弟高岐（貢士）、高岑、高峒、高峨。